# Geoffrey Mutai
Geoffrey Kiprono Mutai (Equator - Rift Valley, 7 oktober 1981) is een Keniaanse langeafstandsloper, die is gespecialiseerd in de marathon. Hij schreef enkele vooraanstaande marathons op zijn naam.

## Loopbaan
In Nederland kreeg Mutai met name bekendheid door het winnen van de marathon van Eindhoven in 2008. Met een parcoursrecord van 2:07.49 versloeg hij zijn landgenoten Phillip Manyim en Joseph Kiprotich. Grote kanshebber voor de overwinning Philip Singoei (voormalig winnaar) moest na 30 km afhaken wegens een hamstringblessure. Eerder dat jaar had hij al de marathon van Monaco op zijn naam geschreven.
Een jaar later herhaalde Mutai zijn prestatie in Eindhoven en verbeterde hij en passant zijn eigen parcoursrecord tot 2:07.01. Deze keer waren het zijn landgenoten Philip Sanga (tweede in 2:08.07) en Joseph Ngeny (derde in 2:08.10), die op gepaste afstand het onderspit moesten delven. Het was trouwens toch een geheel Keniaanse aangelegenheid in Eindhoven, want op de als negende gefinishte Ethiopiër Gebreselassie Tsegay na waren het louter Kenianen die de eerste vijftien plaatsen bezetten.
Op 18 april 2011 liep Mutai in Boston 2:03.02, sneller dan het wereldrecord van Haile Gebrselassie. De tijd werd echter niet als wereldrecord erkend, omdat het verloop in het parcours te gunstig was volgens de regels van de IAAF.
Mutai liep in New York op 6 november 2011 opnieuw naar een overwinning op Amerikaanse bodem. Hij versnelde in het tweede deel van de wedstrijd en finishte in een tijd van 2:05.06, ruim sneller dan het oude parcoursrecord van 2:07.43 van Tesfaye Jifar uit 2001. In 2012 won hij de marathon van Berlijn in 2:04.15. Ook verbeterde hij parcoursrecord van de Montferland Run tot 42.25.

## Persoonlijke records
| Onderdeel      | Prestatie | Datum             | Plaats         |
| -------------- | --------- | ----------------- | -------------- |
| 10.000 m       | 27.27,79  | 26 juni 2010      | Nairobi        |
| 10 km          | 27.19     | 26 juni 2011      | Boston         |
| 15 km          | 42.15     | 15 februari 2013  | Ras al-Khaimah |
| 20 km          | 56.05     | 15 februari 2013  | Ras al-Khaimah |
| halve marathon | 58.58     | 15 februari 2013  | Ras al-Khaimah |
| 25 km          | 1:13.38   | 30 september 2012 | Berlijn        |
| 30 km          | 1:28.11   | 30 september 2012 | Berlijn        |
| marathon       | 2:04.15   | 30 september 2012 | Berlijn        |

## Palmares

### 10.000 m
- 2008:  Keniaanse kamp. in Nairobi - 28.01,74
- 2010:  Keniaanse kamp. in Nairobi - 27.27,79
- 2010:  Afrikaanse kamp. - 27.33,83
- 2011: 4e Keniaanse WK Trials in Nairobi - 27.38,9
- 2013:  Keniaanse kamp. in Nairobi - 27.55,3

### 10 km
- 2008:  Fortis Loopfestijn Voorthuizen - 28.05
- 2009:  Fortis Loopfestijn Voorthuizen - 27.39
- 2010:  World's Best in San Juan - 27.43,3
- 2011:  BAA in Boston - 27.19
- 2011:  La Corsa Piu' Antica in Castelbuono - 29.05
- 2012:  Ottawa - 27.41,4
- 2012:  BAA in Boston - 27.28,2
- 2013:  Ottawa - 27.38,4
- 2013:  Unive Stadsloop Appingedam - 27.37
- 2014:  Lowertown Brewery Ottawa - 28.08,2
- 2014:  BAA in Boston - 27.35
- 2014:  Birell Grand Prix in Praag - 27.32
- 2015:  Healthy Kidney in New York - 28.20

### 15 km
- 2012:  Montferland Run - 42.25

### halve marathon
- 2009:  halve marathon van Valencia - 59.30
- 2010:  halve marathon van Ras al-Khaimah - 59.43
- 2010:  halve marathon van Nairobi - 1:07.55
- 2010:  halve marathon van New Delhi - 59.38
- 2011:  halve marathon van Bogota - 1:02.20
- 2012:  halve marathon van Coamo - 1:03.53
- 2012:  halve marathon van Nairobi - 1:02.13
- 2013:  halve marathon van Ras al-Khaimah - 58.58
- 2013:  halve marathon van Rio de Janeiro - 59.57
- 2013:  halve marathon van Udine - 59.06
- 2014:  halve marathon van New York - 1:00.49,3
- 2015:  halve marathon van Zwolle - 1:01.59

### marathon
- 2007:  marathon van Eldoret - 2:12.22
- 2008:  marathon van Monaco - 2:12.40
- 2008:  marathon van Eindhoven - 2:07.50
- 2009: 8e marathon van Daegu - 2:10.45
- 2009:  marathon van Eindhoven - 2:07.01
- 2010:  marathon van Rotterdam - 2:04.55
- 2010:  marathon van Berlijn - 2:05.10
- 2011:  Boston Marathon - 2:03.02
- 2011:  New York City Marathon - 2:05.06
- 2012:  marathon van Berlijn - 2:04.15
- 2013:  New York City Marathon - 2:08.24
- 2014: 6e marathon van Londen - 2:08.18
- 2014: 6e New York City Marathon - 2:13.44
- 2015: 5e marathon van Berlijn - 2:09.29

### veldlopen
- 2011: 5e WK te Punta Umbria - 34.03

- World Athletics: 14209256
- Library of Congress Control Number: no2016011789
- Virtual International Authority File: 265145542614296640398
- WorldCat: E39PBJmXDHK6Mf9wFRvcM789jC